# آمیتوو
آمیتوو (انگلیسی: Amitovo) یک شهرک در شهرستان ایگلینسکی استان باشقیرستان کشور روسیه است.